# Lindsaea bifida
Lindsaea bifida är en ormbunkeart som först beskrevs av Georg Friedrich Kaulfuss, och fick sitt nu gällande namn av Georg Heinrich Mettenius och Oskar Kuhn. Lindsaea bifida ingår i släktet Lindsaea och familjen Lindsaeaceae. Inga underarter finns listade.